# Jake Mulraney
Jake Mulraney (Dublin, 1996. április 5. –) ír korosztályos válogatott labdarúgó, az amerikai Orlando City középpályása.

## Pályafutása

### Klubcsapatokban
Mulraney az ír fővárosban, Dublinban született. Az ifjúsági pályafutását a Crumlin United csapatában kezdte, majd az angol Nottingham Forest akadémiájánál folytatta.
2014-ben mutatkozott be a Queens Park Rangers felnőtt keretében. 2015-ben a Dagenham & Redbridge, míg 2016-ban a Stevenage csapatát erősítette kölcsönben. 2016-ban a skót Inverness, majd 2018-ban a Heart of Midlothian szerződtette. 2020. február 12-én az észak-amerikai első osztályban szereplő Atlanta Unitedhez igazolt. Először a 2020. március 1-jei, Nashville ellen 2–1-re megnyert mérkőzésen lépett pályára. Első gólját 2020. október 15-én, az Inter Miami ellen idegenben 1–1-es döntetlennel zárult találkozón szerezte meg. 2022. május 5-én szerződést kötött az Orlando City együttesével. 2022. május 7-én, a Montréal ellen 4–1-re elvesztett bajnokin debütált.

### A válogatottban
Mulraney az U17-es, az U19-es és az U21-es korosztályú válogatottakban is képviselte Írországot.

## Statisztikák
2022. október 2. szerint
| Klub                              | Szezon   | Osztály               | Bajnokság | Bajnokság | Kupa  | Kupa | Nemzetközi | Nemzetközi | Összesen | Összesen |
| Klub                              | Szezon   | Osztály               | Meccs     | Gól       | Meccs | Gól  | Meccs      | Gól        | Meccs    | Gól      |
| --------------------------------- | -------- | --------------------- | --------- | --------- | ----- | ---- | ---------- | ---------- | -------- | -------- |
| Dagenham & Redbridge (kölcsönben) | 2015–16  | League Two            | 6         | 0         | 2     | 0    | —          | —          | 8        | 0        |
| Stevenage (kölcsönben)            | 2015–16  | League Two            | 6         | 1         | 0     | 0    | —          | —          | 6        | 1        |
| Inverness                         | 2016–17  | Scottish Premiership  | 26        | 0         | 6     | 0    | —          | —          | 32       | 0        |
| Inverness                         | 2017–18  | Scottish Championship | 26        | 2         | 6     | 1    | —          | —          | 32       | 3        |
| Inverness                         | Összesen | Összesen              | 52        | 2         | 12    | 1    | 0          | 0          | 64       | 3        |
| Heart of Midlothian               | 2018–19  | Scottish Premiership  | 21        | 1         | 9     | 0    | —          | —          | 30       | 1        |
| Heart of Midlothian               | 2019–20  | Scottish Premiership  | 17        | 1         | 5     | 0    | —          | —          | 22       | 1        |
| Heart of Midlothian               | Összesen | Összesen              | 38        | 2         | 14    | 0    | 0          | 0          | 52       | 2        |
| Atlanta United                    | 2020     | MLS                   | 18        | 1         | 0     | 0    | 3          | 0          | 21       | 1        |
| Atlanta United                    | 2021     | MLS                   | 23        | 1         | 0     | 0    | 3          | 0          | 26       | 1        |
| Atlanta United                    | 2022     | MLS                   | 7         | 1         | 1     | 0    | —          | —          | 8        | 1        |
| Atlanta United                    | Összesen | Összesen              | 48        | 3         | 1     | 0    | 6          | 0          | 55       | 3        |
| Orlando City                      | 2022     | MLS                   | 17        | 0         | 0     | 0    | —          | —          | 17       | 0        |
| Összesen                          | Összesen | Összesen              | 167       | 8         | 29    | 1    | 6          | 0          | 202      | 9        |

## Sikerei, díjai
Heart of Midlothian
- Skót Kupa
  - Döntős (1): 2018–19

Orlando City
- US Open Cup
  - Győztes (1): 2022

## Fordítás
Ez a szócikk részben vagy egészben  a   Jake Mulraney című angol Wikipédia-szócikk fordításán alapul.  Az eredeti cikk szerkesztőit annak laptörténete sorolja fel. Ez a jelzés csupán a megfogalmazás eredetét és a szerzői jogokat jelzi, nem szolgál a cikkben szereplő információk forrásmegjelöléseként.